# Litvínov
Litvínov (Duits: Oberleutensdorf) is een Tsjechische stad in de regio Ústí nad Labem, en maakt deel uit van het district Most.
Litvínov telt 27 397 inwoners.
Litvínov was tot 1945 een plaats met een overwegend Duitstalige bevolking. Na de Tweede Wereldoorlog werd de Duitstalige bevolking verdreven.

## Geboren
- Eva Herzigová (10 maart 1973), model

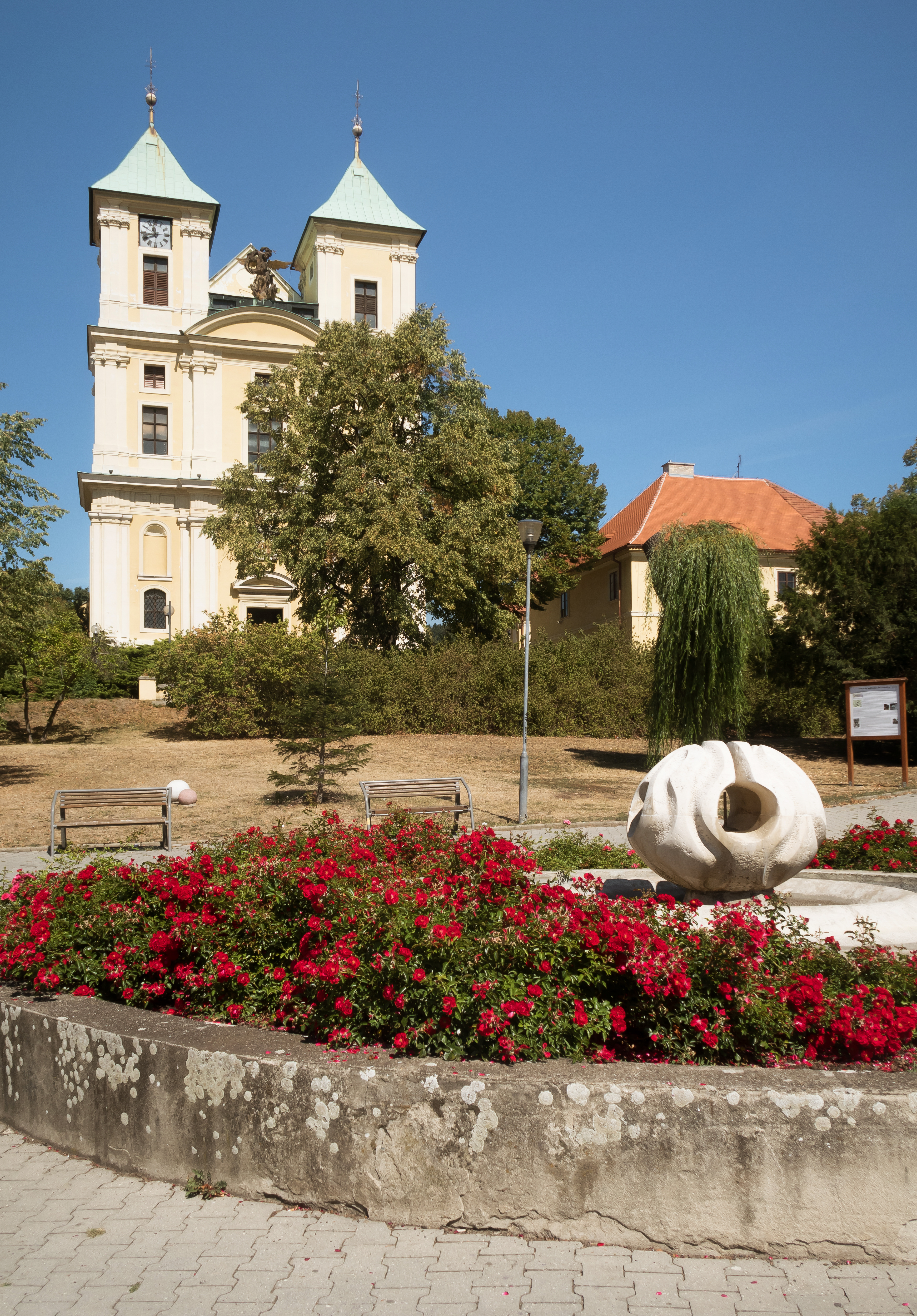
Kerk: kostel svatého Michael

Bečov ·
Bělušice ·
Braňany ·
Brandov ·
Český Jiřetín ·
Havraň ·
Hora Svaté Kateřiny ·
Horní Jiřetín ·
Klíny ·
Korozluky ·
Lišnice ·
Litvínov ·
Lom ·
Louka u Litvínova ·
Lužice ·
Malé Březno ·
Mariánské Radčice ·
Meziboří ·
Most ·
Nová Ves v Horách ·
Obrnice ·
Patokryje ·
Polerady ·
Skršín ·
Volevčice ·
Želenice